# Comuna de Bochnia
Bochnia (polaco: Gmina Bochnia) é uma gminy (comuna) na Polónia, na voivodia de Pequena Polónia e no condado de Bocheński. A sede do condado é a cidade de Bochnia.
De acordo com os censos de 2004, a comuna tem 18 207 habitantes, com uma densidade 160,1 hab/km².

## Área
Estende-se por uma área de 113,69 km², incluindo:
- área agricola: 75%
- área florestal: 13%

## Demografia
Dados de 30 de Junho 2004:
|                      | Total   | Total | Mulheres | Mulheres | Homens  | Homens |
| -------------------- | ------- | ----- | -------- | -------- | ------- | ------ |
|                      | pessoas | %     | pessoas  | %        | pessoas | %      |
| População            | 18 207  | 100   | 9206     | 50,6     | 9001    | 49,4   |
| Densidade (pop./km²) | 160,1   | 100   | 81       | 81       | 79,2    | 79,2   |

De acordo com dados de 2002, o rendimento médio per capita ascendia a 1284,76 zł.

## Subdivisões
- Baczków, Bessów, Bogucice, Brzeźnica, Buczyna, Cerekiew, Chełm, Cikowice, Damienice, Dąbrowica, Gawłów, Gierczyce, Gorzków, Grabina, Krzyżanowice, Łapczyca, Majkowice, Moszczenica, Nieprześnia, Nieszkowice Małe, Nieszkowice Wielkie, Ostrów Szlachecki, Pogwizdów, Proszówki, Siedlec, Słomka, Stanisławice, Stradomka, Wola Nieszkowska, Zatoka, Zawada.

## Comunas vizinhas
- Bochnia, Brzesko, Drwinia, Gdów, Kłaj, Łapanów, Nowy Wiśnicz, Rzezawa